# Liste des prix d'anthropologie
 (septembre 2024).
 (septembre 2024).
Si vous disposez d'ouvrages ou d'articles de référence ou si vous connaissez des sites web de qualité traitant du thème abordé ici, merci de compléter l'article en donnant les références utiles à sa vérifiabilité et en les liant à la section « Notes et références ».

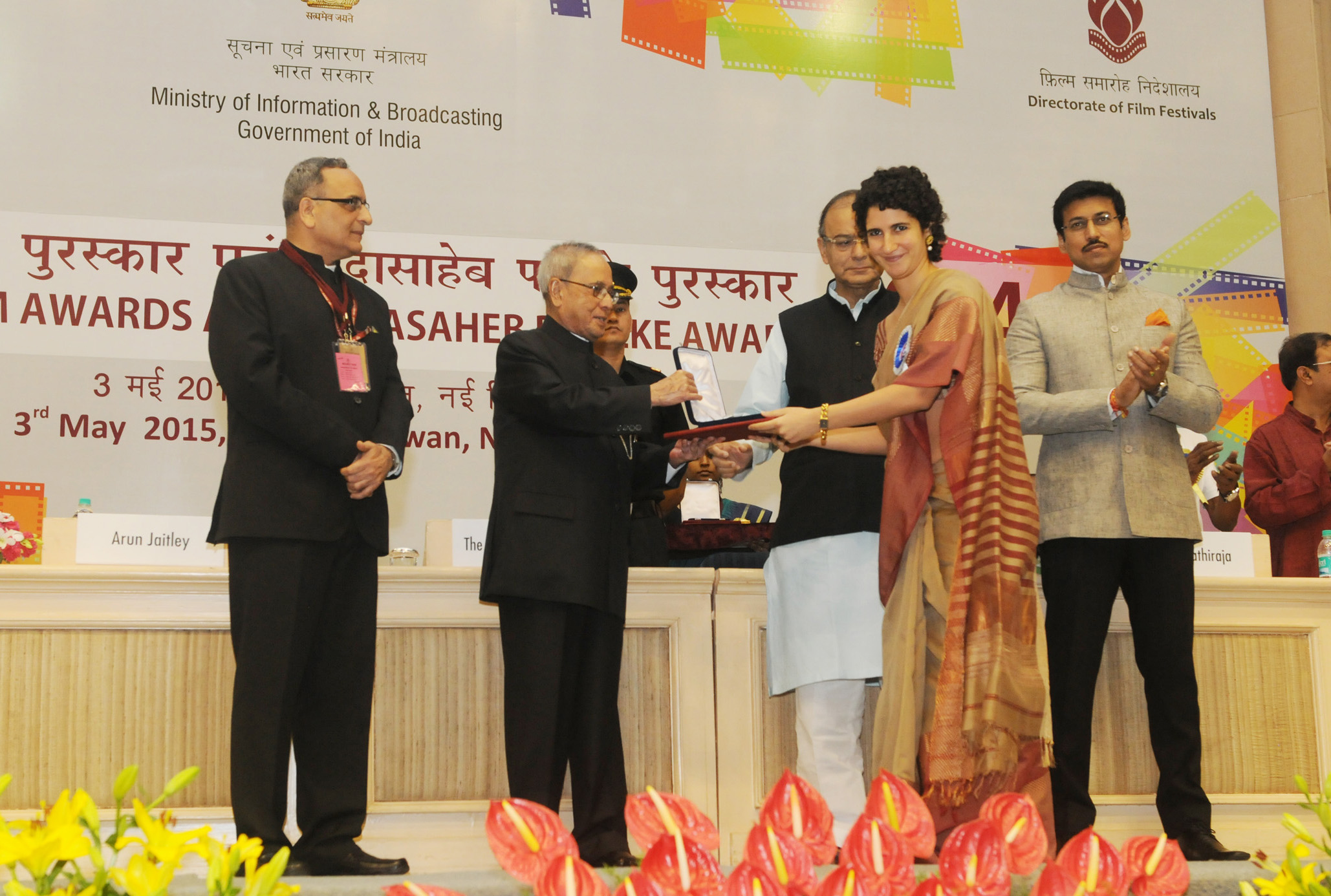
Pranab Mukherjee remettant le prix Rajat Kamal du meilleur film anthropologique / ethnographique, le 03 mai 2015

Cette liste des prix d'anthropologie recense quelques prix décernés pour des contributions à l'anthropologie, à l'étude scientifique du comportement humain et des sociétés passées ou présentes.

## Récompenses
| Pays                          | Prix                                              | Organisateur                                                              | Notes |
| ----------------------------- | ------------------------------------------------- | ------------------------------------------------------------------------- | --- |
| Australie                     | Essai Nadel                                       | Journal d'anthropologie Asie-Pacifique, Université nationale australienne | Valoriser la qualité d'un essai ethnographique relatif à la région Asie-Pacifique, dont l'Australie |
| Guatemala                     | Orden del Pop                                     | Musée Popol Vuh                                                           | Contribution significative à la protection, à l'étude et à la recherche du patrimoine culturel du Guatemala |
| Suède                         | Médaille Anders Retzius                           | Société suédoise d'anthropologie et de géographie                         | Reconnaitre les travaux de géographe ou d'anthropologue. Renommée médaille SSAG |
| Espagne, Portugal et Amérique | Prix AIBR                                         | AIBR Association des anthropologues ibéro-américains en réseau            | Meilleur article de l'année en anthropologie ibéro-américaine. |
| Royaume-Uni                   | Médaille commémorative Huxley                     | Institut royal d'anthropologie de Grande-Bretagne et d'Irlande            | Identifier et reconnaître le travail de scientifiques, britanniques ou étrangers, qui se sont distingués dans un domaine de la recherche anthropologique                                                                  |
| Royaume-Uni                   | Médaille commémorative des rivières               | Institut royal d'anthropologie de Grande-Bretagne et d'Irlande            | Contribution significative à l’anthropologie ou à l’archéologie sociale, physique ou culturelle |
| Etats-Unis                    | Prix Bronislaw Malinowski                         | Société d'anthropologie appliquée                                         | Le prix récompense l'ensemble de la carrière d'un spécialiste des sciences sociales pour ses efforts à répondre aux besoins des sociétés du monde et à tenter de résoudre les problèmes humains                           |
| Etats-Unis                    | Prix Margaret Mead                                | Société d'anthropologie appliquée, American Anthropological Association   | Réalisation particulière d'un jeune chercheur (livre, film, monographie ou service), qui interprète les données et les principes anthropologiques de manière à les rendre significatifs et accessibles au public concerné |
| Etats-Unis                    | Prix Sol Tax Distinguished Service                | Société d'anthropologie appliquée                                         | Membre de la Society for Applied Anthropology, en reconnaissance de bons et loyaux services |
| Etats-Unis                    | Prix du livre Michelle Rosaldo                    | Association pour l'anthropologie féministe                                | Premier livre d'une auteure qui apporte une contribution significative à l'anthropologie féministe |
| Etats-Unis                    | Prix Rudolf Virchow                               | Société d'anthropologie médicale                                          | Article rédigé dans l'esprit de Rudolf Virchow qui reflète, élargit ou fait progresser les perspectives critiques en anthropologie médicale                                                                               |
| Etats-Unis                    | Ruth Benedict Prize                               | American Anthropological Association                                      | Reconnaître l'excellence d'un livre scientifique écrit dans une perspective anthropologique sur un sujet lesbien, gay, bisexuel ou transgenre                                                                             |
| Etats-Unis                    | Prix Stirling d'anthropologie psychologique       | Société d'anthropologie psychologique                                     | Décerné à un ouvrage déjà publié (article ou livre, une année sur deux) qui apporte une contribution exceptionnelle à un domaine de l'anthropologie psychologique                                                         |
| Etats-Unis                    | Médaille du Fonds Viking                          | Fondation Wenner-Gren                                                     | Recherche ou publication remarquable dans le domaine de l'anthropologie |
| Canada                        | Prix CASCA Women’s Network’s Lifetime Achievement | Société canadienne d'anthropologie CASCA                                  | Reconnaître et rendre hommage aux chercheuses féministes du Canada pour une contribution significative au domaine de l’anthropologie féministe en tant que chercheuses, mentors et militantes.                            |

- Listes de récompenses
- Liste des prix en sciences sociales
- Listes des prix en sciences humaines